# Cao nguyên đá Đồng Văn
Cao nguyên đá Đồng Văn (hay sơn nguyên Đồng Văn) là một cao nguyên đá trải rộng trên các xã Tùng Vài, Nghĩa Thuận, Quản Bạ, Cán Tỷ, Bạch Đích, Thắng Mố, Lùng Tám, Yên Minh, Phố Bảng, Sà Phìn, Lũng Phìn, Mậu Duệ, Đường Thượng, Du Già, Lũng Cú, Đồng Văn, Sủng Máng, Tát Ngà, Ngọc Long, Mèo Vạc, Khâu Vai, Niêm Sơn, Sơn Vĩ của tỉnh Tuyên Quang, Việt Nam. Ngày 3 tháng 10 năm 2010, hồ sơ "Công viên Địa chất Cao nguyên đá Đồng Văn" đã được Hội đồng tư vấn Mạng lưới Công viên Địa chất Toàn cầu (GGN) của UNESCO chính thức công nhận là Công viên địa chất toàn cầu. Vào thời điểm đó, đây là danh hiệu duy nhất ở Việt Nam và thứ hai ở Đông Nam Á.

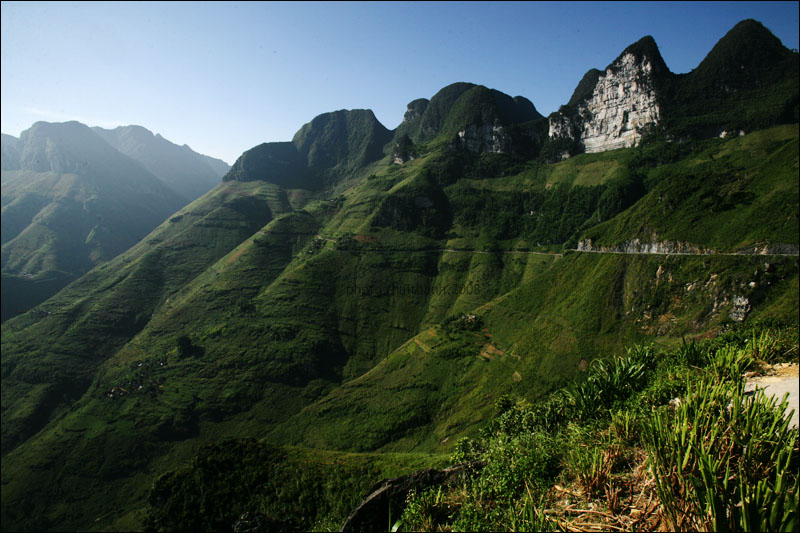
Đèo Mã Pì Lèng ở Mèo Vạc và Đồng Văn.

## Tổng quan
Cao nguyên đá Đồng Văn nằm ở vùng núi cực bắc của Việt Nam, có diện tích là 2265,7 km² và độ cao trung bình là khoảng 1.200 – 1.400 m. Cao nguyên có nhiều khu vực núi đá vôi nằm sát chí tuyến Bắc, có độ dốc khá lớn. Các thung lũng, sông, suối bị chia cắt rất nhiều.

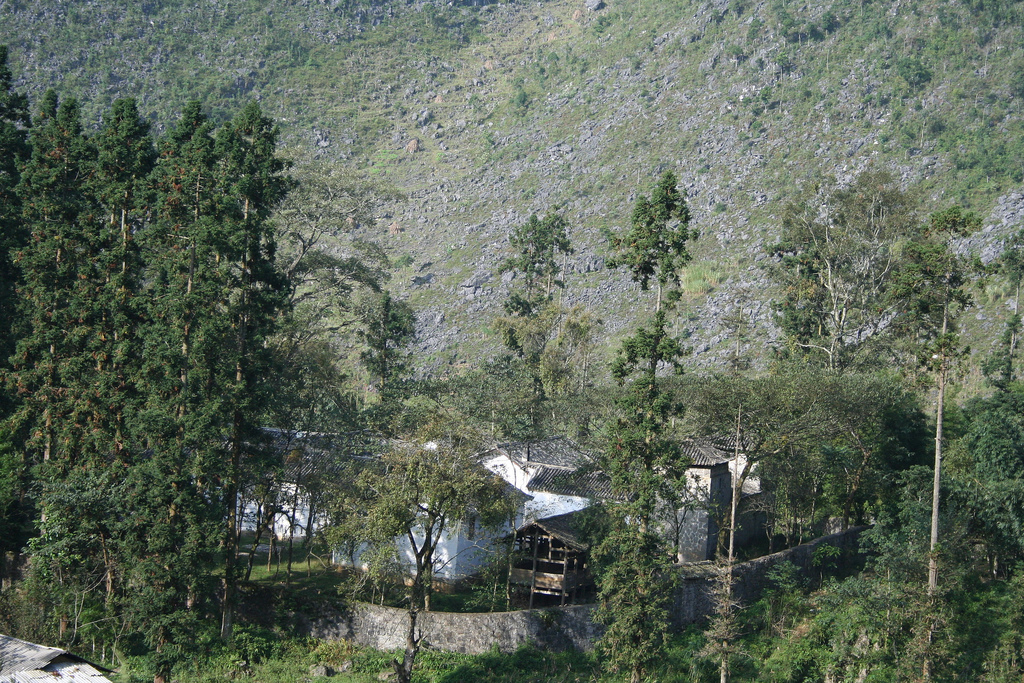
Dinh thự họ Vương nhìn từ trên cao

Nhiều mẫu hóa thạch của các loài đã được tìm thấy có tuổi cách đây 700 - 900 triệu năm. Cao nguyên Đồng Văn là một vùng núi đá có tuổi khác nhau từ kỷ Devon cho đến Pecmi, được bao quanh bởi các núi đất. Ở đây có mưa từ tháng 4 đến tháng 9, nhưng thiếu nước vào mùa khô (từ tháng 10 đến tháng 4).
Hiện khu vực cao nguyên đá Đồng Văn là nơi sinh sống của khoảng 360.000 người dân thuộc 19 dân tộc thiểu số khác nhau của Việt Nam, trong đó ngoài người H'Mông, Dao, Tày, Nùng còn có các dân tộc như La Chí, Pu Péo, Pà Thẻn, Lô Lô duy nhất sinh sống tại đây. Từ tháng 4 năm 2010, hồ sơ cao nguyên đá Đồng Văn được đệ trình UNESCO công nhận là công viên địa chất toàn cầu. Đây cũng là công viên địa chất toàn cầu đầu tiên của Việt Nam.